# Stanley-Cup-Playoffs 2022
Die Playoffs um den Stanley Cup des Jahres 2022 begannen am 2. Mai 2022 und endeten am 26. Juni 2022 mit dem 4:2-Sieg der Colorado Avalanche über die Tampa Bay Lightning. Colorado gewann damit nach 1996 und 2001 den dritten Stanley Cup, während Tampa den dritten Titel in Serie verpasste. Als wertvollster Spieler der Playoffs wurde Cale Makar der Avalanche mit der Conn Smythe Trophy ausgezeichnet, während Connor McDavid von den im Conference-Finale ausgeschiedenen Edmonton Oilers die Scorerliste anführte.
Nach zwei Jahren mit aufgrund der COVID-19-Pandemie verändertem Format kehrt die Liga in diesem Jahr zum üblichen, 2014 eingeführten Modus zurück. Mit Montréal, Vegas und den New York Islanders gelang es drei von vier Halbfinalisten des Vorjahres nicht, sich in diesem Jahr wieder zu qualifizieren; nur Titelverteidiger Tampa war erneut vertreten. Derweil nahmen die Pittsburgh Penguins zum 16. Mal in Folge an der post-season teil, was die längste aktive Serie dieser Art in den vier großen nordamerikanischen Ligen darstellte. Dem gegenüber verpassten die Buffalo Sabres zum elften Mal in Folge die Playoffs und sind seither alleiniger Halter dieses Negativrekords, den sie sich zuvor mit jeweils 10 Jahren noch mit Edmonton und Florida geteilt hatten. In der Eastern Conference gab es außerdem das Novum, dass alle acht Playoff-Teilnehmer einer Conference mindestens 100 Punkte erreichten.
In der ersten Runde gingen fünf der acht Serien über die volle Distanz von sieben Partien, was zuletzt in den Playoffs 1992 mit sechs Serien übertroffen wurde. Die Playoffs endeten mit 6,31 Toren pro Spiel, was eine deutliche Steigerung gegenüber dem Vorjahr (5,48) darstellte und auch dem Trend der regulären Saison 2021/22 entsprach.

## Modus
Nachdem sich aus jeder Division die drei punktbesten Teams sowie die zwei Wildcard-Teams der jeweiligen Conference qualifiziert hatten, starteten die im K.-o.-System ausgetragenen Playoffs. Die Divisionssieger trafen dabei in der ersten Runde auf die Wildcard-Teams der jeweiligen Conference, wobei der Divisionssieger mit den meisten Punkten auf das schlechtere der beiden Wildcard-Teams traf. Die übrigen Paarungen des Conference-Viertelfinals wurden divisionsintern unter den zweit- und drittplatzierten Teams ausgetragen.
Jede Conference spielte in der Folge im Conference-Viertelfinale, Conference-Halbfinale und im Conference-Finale ihren Sieger aus, der dann im Finale um den Stanley Cup antrat. Alle Serien wurden im Best-of-Seven-Modus ausgespielt, das heißt, dass ein Team vier Siege zum Erreichen der nächsten Runde benötigte. Das höher gesetzte Team hatte dabei in den ersten beiden Spiele Heimrecht, die nächsten beiden das gegnerische Team. Sollte bis dahin kein Sieger aus der Runde hervorgegangen sein, wechselte das Heimrecht von Spiel zu Spiel. So hatte die höher gesetzte Mannschaft in den Spielen 1, 2, 5 und 7, also vier der maximal sieben Spiele, einen Heimvorteil. Der Sieger der Eastern Conference wurde mit der Prince of Wales Trophy ausgezeichnet und der Sieger der Western Conference erhielt die Clarence S. Campbell Bowl.
Bei Spielen, die nach der regulären Spielzeit von 60 Minuten unentschieden blieben, folgte die Overtime, die im Gegensatz zur regulären Saison mit fünf Feldspielern gespielt wurde. Zudem endete sie durch das erste Tor (Sudden Death) und nicht, wie in der regulären Saison üblich, mit einem Shootout.

## Qualifizierte Teams
| Atlantic Division - A1: Florida Panthers - A2: Toronto Maple Leafs - A3: Tampa Bay Lightning Metropolitan Division - M1: Carolina Hurricanes - M2: New York Rangers - M3: Pittsburgh Penguins Wild Cards - EWC1: Boston Bruins - EWC2: Washington Capitals | Central Division - C1: Colorado Avalanche - C2: Minnesota Wild - C3: St. Louis Blues Pacific Division - P1: Calgary Flames - P2: Edmonton Oilers - P3: Los Angeles Kings Wild Cards - WWC1: Dallas Stars - WWC2: Nashville Predators |

## Playoff-Baum
|  | Conference-Viertelfinale | Conference-Viertelfinale | Conference-Viertelfinale |    |                     | Conference-Halbfinale | Conference-Halbfinale | Conference-Halbfinale |  |  | Conference-Finale | Conference-Finale | Conference-Finale |  |  | Stanley-Cup-Finale | Stanley-Cup-Finale | Stanley-Cup-Finale |
|  |                          |                          |                          |    |                     |                       |                       |                       |  |  |                   |                   |                   |  |  |                    |                    |                    |
|  | A1                       | Florida Panthers         | 4                        |    |                     |                       |                       |                       |  |  |                   |                   |                   |  |  |                    |                    |                    |
|  | EWC2                     | Washington Capitals      | 2                        |    |                     |                       |                       |                       |  |  |                   |                   |                   |  |  |                    |                    |                    |
|  | EWC2                     | Washington Capitals      | 2                        | A1 | Florida Panthers    | 0                     |                       |                       |  |  |                   |                   |                   |  |  |                    |                    |                    |
|  |                          |                          |                          | A1 | Florida Panthers    | 0                     | Eastern Conference    |                       |  |  |                   |                   |                   |  |  |                    |                    |                    |
|  |                          | A3                       | Tampa Bay Lightning      | 4  |                     |                       |                       |                       |  |  |                   |                   |                   |  |  |                    |                    |                    |
|  | A2                       | A3                       | Tampa Bay Lightning      | 4  | Toronto Maple Leafs | 3                     |                       |                       |  |  |                   |                   |                   |  |  |                    |                    |                    |
|  | A2                       |                          |                          |    | Toronto Maple Leafs | 3                     |                       |                       |  |  |                   |                   |                   |  |  |                    |                    |                    |
|  | A3                       | Tampa Bay Lightning      | 4                        |    |                     |                       |                       |                       |  |  |                   |                   |                   |  |  |                    |                    |                    |
|  | A3                       | Tampa Bay Lightning      | 4                        | A3 | Tampa Bay Lightning | 4                     |                       |                       |  |  |                   |                   |                   |  |  |                    |                    |                    |
|  |                          |                          |                          |    |                     |                       |                       |                       |  |  |                   |                   |                   |  |  |                    |                    |                    |
|  |                          | M2                       | New York Rangers         | 2  |                     |                       |                       |                       |  |  |                   |                   |                   |  |  |                    |                    |                    |
|  | M1                       | M2                       | New York Rangers         | 2  | Carolina Hurricanes | 4                     |                       |                       |  |  |                   |                   |                   |  |  |                    |                    |                    |
|  | M1                       |                          |                          |    | Carolina Hurricanes | 4                     |                       |                       |  |  |                   |                   |                   |  |  |                    |                    |                    |
|  | EWC1                     | Boston Bruins            | 3                        |    |                     |                       |                       |                       |  |  |                   |                   |                   |  |  |                    |                    |                    |
|  | EWC1                     | Boston Bruins            | 3                        | M1 | Carolina Hurricanes | 3                     |                       |                       |  |  |                   |                   |                   |  |  |                    |                    |                    |
|  |                          |                          |                          | M1 | Carolina Hurricanes | 3                     |                       |                       |  |  |                   |                   |                   |  |  |                    |                    |                    |
|  |                          | M2                       | New York Rangers         | 4  |                     |                       |                       |                       |  |  |                   |                   |                   |  |  |                    |                    |                    |
|  | M2                       | M2                       | New York Rangers         | 4  | New York Rangers    | 4                     |                       |                       |  |  |                   |                   |                   |  |  |                    |                    |                    |
|  | M2                       |                          |                          |    | New York Rangers    | 4                     |                       |                       |  |  |                   |                   |                   |  |  |                    |                    |                    |
|  | M3                       | Pittsburgh Penguins      | 3                        |    |                     |                       |                       |                       |  |  |                   |                   |                   |  |  |                    |                    |                    |
|  | M3                       | Pittsburgh Penguins      | 3                        | A3 | Tampa Bay Lightning | 2                     |                       |                       |  |  |                   |                   |                   |  |  |                    |                    |                    |
|  |                          |                          |                          |    |                     |                       |                       |                       |  |  |                   |                   |                   |  |  |                    |                    |                    |
|  |                          | C1                       | Colorado Avalanche       | 4  |                     |                       |                       |                       |  |  |                   |                   |                   |  |  |                    |                    |                    |
|  | C1                       | C1                       | Colorado Avalanche       | 4  | Colorado Avalanche  | 4                     |                       |                       |  |  |                   |                   |                   |  |  |                    |                    |                    |
|  | C1                       |                          |                          |    | Colorado Avalanche  | 4                     |                       |                       |  |  |                   |                   |                   |  |  |                    |                    |                    |
|  | WWC2                     | Nashville Predators      | 0                        |    |                     |                       |                       |                       |  |  |                   |                   |                   |  |  |                    |                    |                    |
|  | WWC2                     | Nashville Predators      | 0                        | C1 | Colorado Avalanche  | 4                     |                       |                       |  |  |                   |                   |                   |  |  |                    |                    |                    |
|  |                          |                          |                          | C1 | Colorado Avalanche  | 4                     |                       |                       |  |  |                   |                   |                   |  |  |                    |                    |                    |
|  |                          | C3                       | St. Louis Blues          | 2  |                     |                       |                       |                       |  |  |                   |                   |                   |  |  |                    |                    |                    |
|  | C2                       | C3                       | St. Louis Blues          | 2  | Minnesota Wild      | 2                     |                       |                       |  |  |                   |                   |                   |  |  |                    |                    |                    |
|  | C2                       |                          |                          |    | Minnesota Wild      | 2                     |                       |                       |  |  |                   |                   |                   |  |  |                    |                    |                    |
|  | C3                       | St. Louis Blues          | 4                        |    |                     |                       |                       |                       |  |  |                   |                   |                   |  |  |                    |                    |                    |
|  | C3                       | St. Louis Blues          | 4                        | C1 | Colorado Avalanche  | 4                     |                       |                       |  |  |                   |                   |                   |  |  |                    |                    |                    |
|  |                          |                          |                          |    |                     |                       |                       |                       |  |  |                   |                   |                   |  |  |                    |                    |                    |
|  |                          | P2                       | Edmonton Oilers          | 0  |                     |                       |                       |                       |  |  |                   |                   |                   |  |  |                    |                    |                    |
|  | P1                       | P2                       | Edmonton Oilers          | 0  | Calgary Flames      | 4                     |                       |                       |  |  |                   |                   |                   |  |  |                    |                    |                    |
|  | P1                       |                          |                          |    | Calgary Flames      | 4                     |                       |                       |  |  |                   |                   |                   |  |  |                    |                    |                    |
|  | WWC1                     | Dallas Stars             | 3                        |    |                     |                       |                       |                       |  |  |                   |                   |                   |  |  |                    |                    |                    |
|  | WWC1                     | Dallas Stars             | 3                        | P1 | Calgary Flames      | 1                     |                       |                       |  |  |                   |                   |                   |  |  |                    |                    |                    |
|  |                          |                          |                          | P1 | Calgary Flames      | 1                     | Western Conference    |                       |  |  |                   |                   |                   |  |  |                    |                    |                    |
|  |                          | P2                       | Edmonton Oilers          | 4  |                     |                       |                       |                       |  |  |                   |                   |                   |  |  |                    |                    |                    |
|  | P2                       | P2                       | Edmonton Oilers          | 4  | Edmonton Oilers     | 4                     |                       |                       |  |  |                   |                   |                   |  |  |                    |                    |                    |
|  | P2                       |                          |                          |    | Edmonton Oilers     | 4                     |                       |                       |  |  |                   |                   |                   |  |  |                    |                    |                    |
|  | P3                       | Los Angeles Kings        | 3                        |    |                     |                       |                       |                       |  |  |                   |                   |                   |  |  |                    |                    |                    |

## Conference-Viertelfinale

### Eastern Conference

#### (A1) Florida Panthers – (EWC2) Washington Capitals
Die Florida Panthers setzten sich als amtierender Gewinner der Presidents’ Trophy mit 4:2 gegen die Washington Capitals durch und gewannen somit im ersten Playoff-Aufeinandertreffen beider Teams ihre erste Serie seit der Finalteilnahme im Jahre 1996. Die Capitals hingegen schieden seit ihrem Stanley-Cup-Gewinn 2018 zum vierten Mal in Folge in der ersten Runde aus. Auf Seiten der Panthers war vor allem Carter Verhaeghe maßgebend, der mit 12 Punkten so oft scorte wie kein anderer Spieler der Franchise-Geschichte in einer Playoff-Serie. Ferner überzeugte der zur Trade Deadline verpflichtete Claude Giroux mit 7 Scorerpunkten, während T. J. Oshie die Capitals mit dem gleichen Wert anführte. Im Duell der russischen Torhüter begegneten sich Sergei Bobrowski (90,6 % Fangquote) für die Panthers und Ilja Samsonow (91,2 %) auf Seiten der Capitals in etwa auf Augenhöhe, wobei beide eher durchschnittliche Leistungen zeigten. Darüber hinaus gelang Florida das seltene Kunststück, eine Serie zu gewinnen, ohne ein einziges Mal im Powerplay erfolgreich zu sein – bei 18 eigenen Möglichkeiten und trotz 7 Überzahl-Toren von Washington.
| 3. Mai 2022 19.30 Uhr (Ortszeit) | Florida Panthers Sam Bennett (17:55) Claude Giroux (20:43) | 2:4 (1:1, 1:0, 0:3) Spielbericht Stand: 0:1 | Washington Capitals Tom Wilson (3:47) Jewgeni Kusnezow (48:14) T. J. Oshie (50:37) Lars Eller (59:11) | FLA Live Arena, Sunrise, Florida Zuschauer: 19.678 |

| 5. Mai 2022 19.30 Uhr | Florida Panthers Aaron Ekblad (16:20) Aleksander Barkov (17:58) Mason Marchment (23:11) Anton Lundell (35:24) Carter Verhaeghe (37:32) | 5:1 (2:0, 3:1, 0:0) Spielbericht Stand: 1:1 | Washington Capitals Nicklas Bäckström (22:44) | FLA Live Arena, Sunrise, Florida Zuschauer: 19.636 |

| 7. Mai 2022 13.00 Uhr | Washington Capitals T. J. Oshie (19:34) Marcus Johansson (29:51) Trevor van Riemsdyk (38:49) Alexander Owetschkin (50:25) John Carlson (55:40) Garnet Hathaway (59:18) | 6:1 (1:1, 2:0, 3:0) Spielbericht Stand: 2:1 | Florida Panthers Jonathan Huberdeau (2:45) | Capital One Arena, Washington, D.C. Zuschauer: 18.573 |

| 9. Mai 2022 19.00 Uhr | Washington Capitals T. J. Oshie (7:15) Jewgeni Kusnezow (49:31) | 2:3 n. V. (1:1, 0:0, 1:1, 0:1) Spielbericht Stand: 2:2 | Florida Panthers Carter Verhaeghe (14:08) Sam Reinhart (57:56) Carter Verhaeghe (64:57) | Capital One Arena, Washington, D.C. Zuschauer: 18.573 |

| 11. Mai 2022 19.30 Uhr | Florida Panthers Carter Verhaeghe (26:50) Patric Hörnqvist (32:27) Sam Reinhart (34:41) Carter Verhaeghe (43:04) Claude Giroux (55:55) | 5:3 (0:1, 3:2, 2:0) Spielbericht Stand: 3:2 | Washington Capitals T. J. Oshie (7:09) Justin Schultz (22:13) T. J. Oshie (23:38) | FLA Live Arena, Sunrise, Florida Zuschauer: 20.023 |

| 13. Mai 2022 19.30 Uhr | Washington Capitals Nic Dowd (23:44) Nicklas Bäckström (41:37) T. J. Oshie (58:57) | 3:4 n. V. (0:0, 1:1, 2:2, 0:1) Spielbericht Stand: 2:4 | Florida Panthers Ryan Lomberg (26:13) Claude Giroux (48:18) Aleksander Barkov (54:17) Carter Verhaeghe (62:46) | Capital One Arena, Washington, D.C. Zuschauer: 18.573 |

#### (A2) Toronto Maple Leafs – (A3) Tampa Bay Lightning
Zum ersten Mal überhaupt standen sich in den Playoffs die Toronto Maple Leafs und die Tampa Bay Lightning gegenüber, wobei sich die Lighting als amtierender Stanley-Cup-Sieger mit 4:3 durchsetzten. Für Toronto bedeutete dies trotz zwischenzeitlicher 3:2-Führung die siebte Erstrunden-Niederlage in Folge und zudem saisonübergreifend mittlerweile zehn verlorene Partien in Folge, in denen sie die Serie mit einem Sieg selbst hätten erfolgreich beenden können. In einer ausgeglichenen Serie, in der die Maple Leafs sogar mehr Treffer als Tampa erzielten (24:23), begegneten sich auch die beiden Torhüter Jack Campbell für Toronto und Andrei Wassilewski für die Lightning mit einer eher unterdurchschnittlichen Fangquote von jeweils 89,7 % auf Augenhöhe. Offensiv überzeugten derweil Nikita Kutscherow (8 Scorerpunkte) und Victor Hedman (7) auf Seiten von Tampa sowie Auston Matthews (9) und Mitchell Marner (8) auf Seiten der Maple Leafs.
| 2. Mai 2022 19.30 Uhr (Ortszeit) | Toronto Maple Leafs Jake Muzzin (18:19) Auston Matthews (26:18) David Kämpf (29:27) Mitchell Marner (36:39) Auston Matthews (48:16) | 5:0 (1:0, 3:0, 1:0) Spielbericht Stand: 1:0 | Tampa Bay Lightning | Scotiabank Arena, Toronto, Ontario Zuschauer: 19.338 |

| 4. Mai 2022 19.30 Uhr | Toronto Maple Leafs Michael Bunting (27:47) Mitchell Marner (51:53) Alexander Kerfoot (51:53) | 3:5 (0:1, 1:2, 2:2) Spielbericht Stand: 1:1 | Tampa Bay Lightning Victor Hedman (19:57) Corey Perry (22:21) Nikita Kutscherow (29:57) Brandon Hagel (41:33) Brayden Point (45:38) | Scotiabank Arena, Toronto, Ontario Zuschauer: 19.135 |

| 6. Mai 2022 19.30 Uhr | Tampa Bay Lightning Ross Colton (31:03) Ondřej Palát (45:43) | 2:5 (0:2, 1:1, 1:2) Spielbericht Stand: 1:2 | Toronto Maple Leafs Morgan Rielly (4:54) Colin Blackwell (9:44) David Kämpf (25:52) Ilja Michejew (59:20) Ilja Michejew (59:55) | Amalie Arena, Tampa, Florida Zuschauer: 19.092 |

| 8. Mai 2022 19.00 Uhr | Tampa Bay Lightning Steven Stamkos (1:00) Pierre-Édouard Bellemare (5:20) Patrick Maroon (7:58) Ross Colton (23:17) Corey Perry (25:25) Ondřej Palát (54:40) Ross Colton (57:44) | 7:3 (3:0, 2:0, 2:3) Spielbericht Stand: 2:2 | Toronto Maple Leafs William Nylander (42:27) William Nylander (52:01) Jake Muzzin (55:41) | Amalie Arena, Tampa, Florida Zuschauer: 19.092 |

| 10. Mai 2022 19.30 Uhr | Toronto Maple Leafs John Tavares (23:35) Morgan Rielly (43:01) William Nylander (44:14) Auston Matthews (53:54) | 4:3 (0:2, 1:0, 3:1) Spielbericht Stand: 3:2 | Tampa Bay Lightning Steven Stamkos (5:19) Victor Hedman (6:11) Ryan McDonagh (48:17) | Scotiabank Arena, Toronto, Ontario Zuschauer: 19.434 |

| 12. Mai 2022 19.30 Uhr | Tampa Bay Lightning Ondřej Palát (17:38) Anthony Cirelli (30:46) Nikita Kutscherow (49:20) Brayden Point (78:06) | 4:3 n. V. (1:0, 1:3, 1:0, 1:0) Spielbericht Stand: 3:3 | Toronto Maple Leafs Auston Matthews (31:40) John Tavares (39:26) John Tavares (39:52) | Amalie Arena, Tampa, Florida Zuschauer: 19.092 |

| 14. Mai 2022 19.00 Uhr | Toronto Maple Leafs Morgan Rielly (33:25) | 1:2 (0:1, 1:1, 0:0) Spielbericht Stand: 3:4 | Tampa Bay Lightning Nick Paul (18:24) Nick Paul (36:32) | Scotiabank Arena, Toronto, Ontario Zuschauer: 19.316 |

#### (M1) Carolina Hurricanes – (EWC1) Boston Bruins
Die Carolina Hurricanes und Boston Bruins trafen in den Playoffs zum insgesamt sechsten Mal sowie zum dritten Mal in den letzten vier Jahren aufeinander. Nach zuvor zwei Siegen der Bruins (2019: 0:4 sowie 2020: 1:4) setzten sich nun die Hurricanes mit 4:3 durch, wobei alle sieben Partien vom jeweiligen Heimteam gewonnen wurden. Bester Scorer der Serie wurde Brad Marchand für Boston mit 11 Punkten, während die Scorerliste der Hurricanes mit Jaccob Slavin und Anthony DeAngelo von zwei Abwehrspielern mit jeweils 8 Punkten angeführt wurde. Ferner wechselten beide Mannschaften zeitweise ihre Torhüter, so ersetzte Pjotr Kotschetkow (90,0 % Fangquote) bei den Hurricanes für zwei Partien den verletzten Antti Raanta (92,7 %), während die Bruins nach den ersten zwei Niederlagen von Linus Ullmark (86,0 %) zu Jeremy Swayman (91,1 %) übergingen.
| 2. Mai 2022 19.00 Uhr (Ortszeit) | Carolina Hurricanes Seth Jarvis (36:28) Nino Niederreiter (38:38) Teuvo Teräväinen (47:02) Vincent Trocheck (56:59) Andrei Swetschnikow (57:59) | 5:1 (0:0, 2:0, 3:1) Spielbericht Stand: 1:0 | Boston Bruins Taylor Hall (42:53) | PNC Arena, Raleigh, North Carolina Zuschauer: 18.680 |

| 4. Mai 2022 19.00 Uhr | Carolina Hurricanes Jesper Fast (13:03) Sebastian Aho (15:30) Sebastian Aho (21:10) Nino Niederreiter (38:52) Nino Niederreiter (59:19) | 5:2 (2:0, 2:1, 1:1) Spielbericht Stand: 2:0 | Boston Bruins Patrice Bergeron (34:57) Patrice Bergeron (52:21) | PNC Arena, Raleigh, North Carolina Zuschauer: 18.880 |

| 6. Mai 2022 19.00 Uhr | Boston Bruins Charlie Coyle (17:16) Brad Marchand (25:41) David Pastrňák (34:53) Taylor Hall (44:08) | 4:2 (1:1, 2:0, 1:1) Spielbericht Stand: 1:2 | Carolina Hurricanes Vincent Trocheck (9:17) Jaccob Slavin (51:30) | TD Garden, Boston, Massachusetts Zuschauer: 17.850 |

| 8. Mai 2022 12.30 Uhr | Boston Bruins Patrice Bergeron (16:09) Jake DeBrusk (38:44) Brad Marchand (40:44) David Pastrňák (45:41) Brad Marchand (59:25) | 5:2 (1:1, 1:1, 3:0) Spielbericht Stand: 2:2 | Carolina Hurricanes Brett Pesce (14:06) Jordan Staal (20:33) | TD Garden, Boston, Massachusetts Zuschauer: 17.850 |

| 10. Mai 2022 19.00 Uhr | Carolina Hurricanes Jaccob Slavin (6:11) Anthony DeAngelo (12:17) Seth Jarvis (35:53) Seth Jarvis (43:31) Vincent Trocheck (56:20) | 5:1 (2:0, 1:0, 2:1) Spielbericht Stand: 3:2 | Boston Bruins Connor Clifton (50:09) | PNC Arena, Raleigh, North Carolina Zuschauer: 19.163 |

| 12. Mai 2022 19.00 Uhr | Boston Bruins Brad Marchand (20:46) Charlie Coyle (38:04) Erik Haula (47:08) Derek Forbort (50:43) Curtis Lazar (55:42) | 5:2 (0:0, 2:0, 3:2) Spielbericht Stand: 3:3 | Carolina Hurricanes Andrei Swetschnikow (43:24) Andrei Swetschnikow (57:30) | TD Garden, Boston, Massachusetts Zuschauer: 17.850 |

| 14. Mai 2022 16.30 Uhr | Carolina Hurricanes Teuvo Teräväinen (18:36) Max Domi (23:14) Max Domi (30:33) | 3:2 (1:0, 2:1, 0:1) Spielbericht Stand: 4:3 | Boston Bruins Jake DeBrusk (25:04) David Pastrňák (59:38) | PNC Arena, Raleigh, North Carolina Zuschauer: 19.513 |

#### (M2) New York Rangers – (M3) Pittsburgh Penguins
Im insgesamt achten Playoff-Aufeinandertreffen beider Teams setzten sich die New York Rangers mit 4:3 gegen die Pittsburgh Penguins durch, obwohl diese zwischenzeitlich bereits mit 3:1 geführt hatten. In einer offensiv geführten Serie mit 57 Toren und somit im Schnitt über 8 Treffern pro Spiel gelang es den Rangers dabei, in den Partien 5 bis 7 jeweils einen Rückstand sowie zweimal gar einen Zwei-Tore-Rückstand aufzuholen. Beide Teams stellten jeweils zwei Akteure mit mindestens 10 Scorerpunkten, Mika Zibanejad (11) und Adam Fox (10) auf Seiten der Rangers sowie Jake Guentzel (10) und Sidney Crosby (10) für die Penguins. Auf der Torhüterposition mussten die Penguins überwiegend auf ihren nominell dritten Torwart Louis Domingue (89,8 % Fangquote) zurückgreifen, da Stammtorwart Tristan Jarry (86,7 %) erst im entscheidenden siebten Spiel von einer Verletzung zurückkehrte und sein Backup Casey DeSmith (94,1 %) während der Overtime des ersten Spiels ebenfalls verletzungsbedingt ausgefallen war. Die Rangers hingegen setzten in allen sieben Partien auf Igor Schestjorkin (91,1 %) als Starter, der nur in der dritten und vierten Partie von seinem Landsmann Alexander Georgijew (93,5 %) ersetzt wurde.
| 3. Mai 2022 19.00 Uhr (Ortszeit) | New York Rangers Adam Fox (9:19) Andrew Copp (23:08) Chris Kreider (37:07) | 3:4 n. V. (1:0, 2:3, 0:0, 0:0, 0:0, 0:1) Spielbericht Stand: 0:1 | Pittsburgh Penguins Jake Guentzel (24:32) Jake Guentzel (31:47) Bryan Rust (38:30) Jewgeni Malkin (105:58) | Madison Square Garden, New York City, New York Zuschauer: 18.006 |

| 5. Mai 2022 19.00 Uhr | New York Rangers Andrew Copp (6:50) Ryan Strome (22:59) Chris Kreider (32:06) Artemi Panarin (48:02) Frank Vatrano (49:49) | 5:2 (1:1, 2:1, 2:0) Spielbericht Stand: 1:1 | Pittsburgh Penguins Jake Guentzel (8:52) Sidney Crosby (38:34) | Madison Square Garden, New York City, New York Zuschauer: 18.006 |

| 7. Mai 2022 19.00 Uhr | Pittsburgh Penguins Brock McGinn (1:57) Jeff Carter (8:18) Evan Rodrigues (10:31) Evan Rodrigues (15:15) Danton Heinen (51:02) Jake Guentzel (57:46) Jeff Carter (58:53) | 7:4 (4:1, 0:3, 3:0) Spielbericht Stand: 2:1 | New York Rangers Kaapo Kakko (5:08) Frank Vatrano (26:51) Artemi Panarin (27:58) Andrew Copp (35:59) | PPG Paints Arena, Pittsburgh, Pennsylvania Zuschauer: 18.385 |

| 9. Mai 2022 19.00 Uhr | Pittsburgh Penguins Sidney Crosby (11:17) Mike Matheson (23:14) Jake Guentzel (23:38) Mark Friedman (31:22) Danton Heinen (38:53) Jeff Carter (39:28) Jewgeni Malkin (52:22) | 7:2 (1:1, 5:1, 1:0) Spielbericht Stand: 3:1 | New York Rangers Alexis Lafrenière (2:06) Adam Fox (34:04) | PPG Paints Arena, Pittsburgh, Pennsylvania Zuschauer: 18.392 |

| 11. Mai 2022 19.00 Uhr | New York Rangers Adam Fox (35:11) Alexis Lafrenière (36:41) Jacob Trouba (37:53) Filip Chytil (42:53) Ryan Lindgren (59:44) | 5:3 (0:1, 3:2, 2:0) Spielbericht Stand: 2:3 | Pittsburgh Penguins Jake Guentzel (10:28) Kris Letang (27:58) Jake Guentzel (38:06) | Madison Square Garden, New York City, New York Zuschauer: 18.006 |

| 13. Mai 2022 19.00 Uhr | Pittsburgh Penguins Jeff Carter (14:12) Bryan Rust (15:48) Jewgeni Malkin (26:36) | 3:5 (2:0, 1:3, 0:2) Spielbericht Stand: 3:3 | New York Rangers Mika Zibanejad (25:05) Mika Zibanejad (26:21) Chris Kreider (33:48) Chris Kreider (58:32) Andrew Copp (59:33) | PPG Paints Arena, Pittsburgh, Pennsylvania Zuschauer: 18.342 |

| 15. Mai 2022 19.00 Uhr | New York Rangers Chris Kreider (7:36) K’Andre Miller (31:23) Mika Zibanejad (54:15) Artemi Panarin (64:46) | 4:3 n. V. (1:1, 1:2, 1:0, 1:0) Spielbericht Stand: 4:3 | Pittsburgh Penguins Danton Heinen (18:51) Jake Guentzel (30:18) Evan Rodrigues (37:24) | Madison Square Garden, New York City, New York Zuschauer: 18.006 |

### Western Conference

#### (C1) Colorado Avalanche – (WWC2) Nashville Predators
Zum zweiten Mal nach 2018 standen sich die Colorado Avalanche und die Nashville Predators in den Playoffs gegenüber, wobei der Avalanche mit einem 4:0-Erfolg der einzige Sweep der ersten Runde gelang. Auf Seiten Colorados überzeugten vor allem Verteidiger Cale Makar mit 10 Scorerpunkten sowie Nathan MacKinnon mit 5 Treffern, während bei den Predators nur Matt Duchene auf mehr als 3 Punkte kam. Zudem musste Nashville verletzungsbedingt auf Stammtorwart Juuse Saros verzichten und setzte daher auf Connor Ingram, der die Serie als Rookie mit einer Fangquote von 91,3 % und einem Gegentorschnitt von 3,64 beendete. Für die Avalanche hingegen verzeichneten Darcy Kuemper und Pavel Francouz jeweils zwei Siege, wobei Kuemper mit 93,4 % deutlich mehr Schüsse parierte als Francouz (90,2 %).
| 3. Mai 2022 19.30 Uhr (Ortszeit) | Colorado Avalanche Nathan MacKinnon (2:20) Devon Toews (2:42) Andrew Cogliano (8:30) Cale Makar (12:15) Artturi Lehkonen (15:04) Gabriel Landeskog (34:44) Nathan MacKinnon (46:03) | 7:2 (5:0, 1:1, 1:1) Spielbericht Stand: 1:0 | Nashville Predators Matt Duchene (38:40) Matt Duchene (52:26) | Ball Arena, Denver, Colorado Zuschauer: 18.091 |

| 5. Mai 2022 19.30 Uhr | Colorado Avalanche Nathan MacKinnon (5:25) Cale Makar (68:31) | 2:1 n. V. (1:1, 0:0, 0:0, 1:0) Spielbericht Stand: 2:0 | Nashville Predators Jakow Trenin (15:19) | Ball Arena, Denver, Colorado Zuschauer: 18.115 |

| 7. Mai 2022 15.30 Uhr | Nashville Predators Matt Duchene (17:37) Eeli Tolvanen (25:41) Roman Josi (32:54) | 3:7 (1:2, 2:3, 0:2) Spielbericht Stand: 0:3 | Colorado Avalanche Artturi Lehkonen (10:45) Nathan MacKinnon (16:08) Gabriel Landeskog (30:58) Gabriel Landeskog (34:02) Nazem Kadri (34:41) Devon Toews (49:33) Waleri Nitschuschkin (57:14) | Bridgestone Arena, Nashville, Tennessee Zuschauer: 17.430 |

| 9. Mai 2022 20.30 Uhr | Nashville Predators Jakow Trenin (18:56) Jakow Trenin (36:49) Filip Forsberg (43:58) | 3:5 (1:1, 1:1, 1:3) Spielbericht Stand: 0:4 | Colorado Avalanche André Burakovsky (1:56) Cale Makar (33:33) Devon Toews (48:55) Waleri Nitschuschkin (52:02) Nathan MacKinnon (59:04) | Bridgestone Arena, Nashville, Tennessee Zuschauer: 17.188 |

#### (C2) Minnesota Wild – (C3) St. Louis Blues
Im dritten Playoff-Aufeinandertreffen beider Teams setzten sich die St. Louis Blues mit 4:2 gegen die Minnesota Wild durch, was das sechste Erstrunden-Ausscheiden in Folge für die Wild bedeutete. Offensiv traten für St. Louis vor allem David Perron (9 Scorerpunkte), Ryan O’Reilly (8) und Wladimir Tarassenko (6) in Erscheinung, während Kirill Kaprisow auf Seiten Minnesota mit 7 Treffern bester Torschütze der Serie wurde. Auf der Torhüterposition wechselten derweil beide Teams während der Serie das Personal: Die Blues von Ville Husso (90,6 % Fangquote) nach der dritten Partie auf Jordan Binnington (94,3 %) sowie Minnesota vor dem letztlich entscheidenden sechsten Spiel von Marc-André Fleury (90,6 %) auf Cam Talbot (84,6 %).
| 2. Mai 2022 20.30 Uhr (Ortszeit) | Minnesota Wild | 0:4 (0:2, 0:1, 0:1) Spielbericht Stand: 0:1 | St. Louis Blues David Perron (6:15) Ryan O’Reilly (15:56) David Perron (36:30) David Perron (52:34) | Xcel Energy Center, Saint Paul, Minnesota Zuschauer: 19.053 |

| 4. Mai 2022 20.30 Uhr | Minnesota Wild Joel Eriksson Ek (9:33) Frédérick Gaudreau (13:04) Kirill Kaprisow (19:06) Joel Eriksson Ek (20:51) Kirill Kaprisow (51:47) Kirill Kaprisow (52:52) | 6:2 (3:0, 1:1, 2:1) Spielbericht Stand: 1:1 | St. Louis Blues Jordan Kyrou (32:34) Wladimir Tarassenko (44:14) | Xcel Energy Center, Saint Paul, Minnesota Zuschauer: 19.376 |

| 6. Mai 2022 20.30 Uhr | St. Louis Blues Ryan O’Reilly (42:17) | 1:5 (0:2, 0:1, 1:2) Spielbericht Stand: 1:2 | Minnesota Wild Jordan Greenway (0:39) Kirill Kaprisow (2:18) Mats Zuccarello (27:44) Joel Eriksson Ek (40:22) Jonas Brodin (52:31) | Enterprise Center, St. Louis, Missouri Zuschauer: 18.096 |

| 8. Mai 2022 15.30 Uhr | St. Louis Blues Jordan Kyrou (4:19) David Perron (30:30) Jordan Kyrou (31:24) David Perron (58:02) Ryan O’Reilly (59:00) | 5:2 (1:1, 2:0, 2:1) Spielbericht Stand: 2:2 | Minnesota Wild Kirill Kaprisow (14:06) Matthew Boldy (42:39) | Enterprise Center, St. Louis, Missouri Zuschauer: 18.096 |

| 10. Mai 2022 20.30 Uhr | Minnesota Wild Kirill Kaprisow (13:15) Kirill Kaprisow (17:07) | 2:5 (2:1, 0:1, 0:3) Spielbericht Stand: 2:3 | St. Louis Blues Ryan O’Reilly (4:53) Brandon Saad (35:28) Wladimir Tarassenko (41:03) Wladimir Tarassenko (42:31) Wladimir Tarassenko (58:27) | Xcel Energy Center, Saint Paul, Minnesota Zuschauer: 19.197 |

| 12. Mai 2022 20.30 Uhr | St. Louis Blues Nick Leddy (14:59) Ryan O’Reilly (29:26) Tyler Bozak (33:25) Wladimir Tarassenko (38:36) Colton Parayko (58:19) | 5:1 (1:0, 3:0, 1:1) Spielbericht Stand: 4:2 | Minnesota Wild Matt Dumba (46:25) | Enterprise Center, St. Louis, Missouri Zuschauer: 18.096 |

#### (P1) Calgary Flames – (WWC1) Dallas Stars
Die Calgary Flames und Dallas Stars standen sich zum dritten Mal in den Playoffs gegenüber, wobei die Flames durch einen 4:3-Erfolg in die nächste Runde einzogen. In einer ausgesprochen defensiv geführten Serie, in der insgesamt nur 29 Tore fielen, zeigten beide Torhüter herausragende Leistungen. Für Calgary erreichte Jacob Markström einen Gegentorschnitt von 1,53 sowie eine Fangquote von 94,3 %, während Jake Oettinger von den Stars mit 95,4 % gehaltener Schüsse den höchsten Wert der Playoff-Historie für einen Torhüter mit mehr als fünf bestrittenen Partien verzeichnete. Offensiv traten derweil vor allem Calgarys Johnny Gaudreau mit 8 Scorerpunkten und dem letztlich entscheidenden Overtime-Tor im siebten Spiel sowie als Topscorer der Stars Joe Pavelski mit 6 Punkten in Erscheinung.
| 3. Mai 2022 20.00 Uhr (Ortszeit) | Calgary Flames Elias Lindholm (5:01) | 1:0 (1:0, 0:0, 0:0) Spielbericht Stand: 1:0 | Dallas Stars | Scotiabank Saddledome, Calgary, Alberta Zuschauer: 19.289 |

| 5. Mai 2022 20.00 Uhr | Calgary Flames | 0:2 (0:1, 0:0, 0:1) Spielbericht Stand: 1:1 | Dallas Stars Joe Pavelski (7:47) Michael Raffl (58:51) | Scotiabank Saddledome, Calgary, Alberta Zuschauer: 19.289 |

| 7. Mai 2022 20.30 Uhr | Dallas Stars Radek Faksa (8:21) Joe Pavelski (31:41) Joe Pavelski (50:05) Roope Hintz (59:59) | 4:2 (1:1, 1:1, 2:0) Spielbericht Stand: 2:1 | Calgary Flames Trevor Lewis (13:45) Elias Lindholm (23:40) | American Airlines Center, Dallas, Texas Zuschauer: 18.532 |

| 9. Mai 2022 20.30 Uhr | Dallas Stars Tyler Seguin (55:03) | 1:4 (0:0, 0:1, 1:3) Spielbericht Stand: 2:2 | Calgary Flames Rasmus Andersson (30:03) Johnny Gaudreau (47:47) Elias Lindholm (51:53) Mikael Backlund (59:38) | American Airlines Center, Dallas, Texas Zuschauer: 18.532 |

| 11. Mai 2022 19.30 Uhr | Calgary Flames Mikael Backlund (46:49) Andrew Mangiapane (50:38) Trevor Lewis (59:02) | 3:1 (0:0, 0:1, 3:0) Spielbericht Stand: 3:2 | Dallas Stars Jason Robertson (33:21) | Scotiabank Saddledome, Calgary, Alberta Zuschauer: 19.289 |

| 13. Mai 2022 20.30 Uhr | Dallas Stars Roope Hintz (14:52) Michael Raffl (26:04) Miro Heiskanen (37:32) Tyler Seguin (59:18) | 4:2 (1:0, 2:2, 1:0) Spielbericht Stand: 3:3 | Calgary Flames Michael Stone (28:09) Mikael Backlund (31:59) | American Airlines Center, Dallas, Texas Zuschauer: 18.532 |

| 15. Mai 2022 19.30 Uhr | Calgary Flames Tyler Toffoli (21:46) Matthew Tkachuk (28:44) Johnny Gaudreau (75:09) | 3:2 n. V. (0:1, 2:1, 0:0, 1:0) Spielbericht Stand: 4:3 | Dallas Stars Jamie Benn (0:40) Wladislaw Namestnikow (22:17) | Scotiabank Saddledome, Calgary, Alberta Zuschauer: 19.289 |

#### (P2) Edmonton Oilers – (P3) Los Angeles Kings
Die Edmonton Oilers und Los Angeles Kings begegneten sich bereits zum achten Mal in den Playoffs, allerdings zum ersten Mal seit genau 30 Jahren. Trotz scheinbarer statistischer Überlegenheit (27:17 Tore) benötigten die Oilers die volle Distanz von sieben Partien, um letztlich mit einem 4:3-Sieg in die nächste Runde einzuziehen. In der Offensive waren es für Edmonton vor allem erneut Connor McDavid mit 14 Scorerpunkten, der Bestwert der gesamten ersten Runde, sowie Evander Kane mit 7 Toren, die den Unterschied machten. Bei den Kings erzielte hingegen kein Spieler mehr als 6 Punkte; bester Scorer wurde Adrian Kempe (6). Auch auf der Torhüterposition übertraf Mike Smith mit zwei Shutouts sowie einer Fangquote von 93,8 % sein Gegenüber Jonathan Quick (1 Shutout; 90,4 %) klar, wobei Quick nur im dritten Spiel nicht startete, dort allerdings Cal Petersen nach etwa der Hälfte der Spielzeit ersetzte.
| 2. Mai 2022 20.00 Uhr (Ortszeit) | Edmonton Oilers Connor McDavid (19:17) Kailer Yamamoto (22:39) Leon Draisaitl (29:56) | 3:4 (1:2, 2:1, 0:1) Spielbericht Stand: 0:1 | Los Angeles Kings Trevor Moore (11:00) Alex Iafallo (16:48) Brendan Lemieux (23:50) Phillip Danault (54:46) | Rogers Place, Edmonton, Alberta Zuschauer: 18.347 |

| 4. Mai 2022 20.00 Uhr | Edmonton Oilers Leon Draisaitl (21:22) Darnell Nurse (26:03) Ryan McLeod (36:05) Evander Kane (43:02) Jesse Puljujärvi (43:23) Evander Kane (51:55) | 6:0 (0:0, 3:0, 3:0) Spielbericht Stand: 1:1 | Los Angeles Kings | Rogers Place, Edmonton, Alberta Zuschauer: 18.347 |

| 6. Mai 2022 19.00 Uhr | Los Angeles Kings Anže Kopitar (30:07) Phillip Danault (37:29) | 2:8 (0:2, 2:3, 0:3) Spielbericht Stand: 1:2 | Edmonton Oilers Leon Draisaitl (3:50) Zach Hyman (6:07) Evander Kane (26:27) Zach Hyman (27:42) Evander Kane (29:51) Ryan Nugent-Hopkins (54:19) Ryan Nugent-Hopkins (55:40) Evander Kane (59:40) | Crypto.com Arena, Los Angeles, Kalifornien Zuschauer: 18.230 |

| 8. Mai 2022 19.00 Uhr | Los Angeles Kings Trevor Moore (8:03) Troy Stecher (14:03) Carl Grundström (55:06) Carl Grundström (58:29) | 4:0 (2:0, 0:0, 2:0) Spielbericht Stand: 2:2 | Edmonton Oilers | Crypto.com Arena, Los Angeles, Kalifornien Zuschauer: 18.230 |

| 10. Mai 2022 20.00 Uhr | Edmonton Oilers Zack Kassian (22:32) Connor McDavid (42:50) Leon Draisaitl (52:33) Leon Draisaitl (55:08) | 4:5 n. V. (0:1, 1:2, 3:1, 0:1) Spielbericht Stand: 2:3 | Los Angeles Kings Troy Stecher (3:53) Adrian Kempe (29:29) Andreas Athanasiou (33:34) Phillip Danault (51:06) Adrian Kempe (61:12) | Rogers Place, Edmonton, Alberta Zuschauer: 18.347 |

| 12. Mai 2022 19.00 Uhr | Los Angeles Kings Sean Durzi (33:59) Carl Grundström (40:29) | 2:4 (0:1, 1:1, 1:2) Spielbericht Stand: 3:3 | Edmonton Oilers Connor McDavid (1:40) Evander Kane (21:50) Tyson Barrie (54:50) Evander Kane (59:00) | Crypto.com Arena, Los Angeles, Kalifornien Zuschauer: 18.301 |

| 14. Mai 2022 20.00 Uhr | Edmonton Oilers Cody Ceci (33:15) Connor McDavid (56:07) | 2:0 (0:0, 1:0, 1:0) Spielbericht Stand: 4:3 | Los Angeles Kings | Rogers Place, Edmonton, Alberta Zuschauer: 18.347 |

## Conference-Halbfinale

### Eastern Conference

#### (A1) Florida Panthers – (A3) Tampa Bay Lighting
Im Conference-Halbfinale trafen zum zweiten Mal in Folge sowie auch zum zweiten Mal überhaupt in den Playoffs die beiden Lokalrivalen aus Florida aufeinander, wobei die Florida Panthers nach einer 2:4-Niederlage im Vorjahr nun chancenlos waren und gegen die Tampa Bay Lightning durch einen 0:4-Sweep ausschieden. Die Lightning überzeugten dabei vor allem defensiv, so ließen sie nur drei Gegentreffer in der gesamten Serie zu, während Andrei Wassilewski im Tor abermals mit einer Fangquote von 98,1 % sowie einem Shutout im letztlich entscheidenden vierten Spiel herausragte. Sein Landsmann Sergei Bobrowski auf der Gegenseite beendete die Serie mit 91,9 % gehaltenen Schüssen. Offensiv überzeugten für Tampa unter anderem Nikita Kutscherow mit 7 Punkten sowie Corey Perry mit 3 Toren, während bei den Panthers kein Akteur auf mehr als zwei Scorerpunkte kam. Mit dem erneuten Einzug ins Conference-Finale wurden die Lightning zum ersten Team seit der Dynastie der New York Islanders Anfang der 1980er Jahre, das zehn Playoff-Serien in Folge gewinnen konnte.
| 17. Mai 2022 19.00 Uhr (Ortszeit) | Florida Panthers Anthony Duclair (14:01) | 1:4 (1:0, 0:1, 0:3) Spielbericht Stand: 0:1 | Tampa Bay Lighting Corey Perry (36:22) Pierre-Édouard Bellemare (42:35) Nikita Kutscherow (55:54) Ross Colton (57:44) | FLA Live Arena, Sunrise, Florida Zuschauer: 19.656 |

| 19. Mai 2022 19.00 Uhr | Florida Panthers Eetu Luostarinen (38:07) | 1:2 (0:1, 1:0, 0:1) Spielbericht Stand: 0:2 | Tampa Bay Lighting Corey Perry (12:06) Ross Colton (59:56) | FLA Live Arena, Sunrise, Florida Zuschauer: 19.716 |

| 22. Mai 2022 13.30 Uhr | Tampa Bay Lightning Corey Perry (13:21) Erik Černák (22:54) Steven Stamkos (30:23) Nikita Kutscherow (56:06) Steven Stamkos (57:51) | 5:1 (1:1, 2:0, 2:0) Spielbericht Stand: 3:0 | Florida Panthers Sam Reinhart (16:07) | Amalie Arena, Tampa, Florida Zuschauer: 19.092 |

| 23. Mai 2022 19.00 Uhr | Tampa Bay Lightning Patrick Maroon (46:16) Ondřej Palát (59:37) | 2:0 (0:0, 0:0, 2:0) Spielbericht Stand: 4:0 | Florida Panthers | Amalie Arena, Tampa, Florida Zuschauer: 19.092 |

#### (M1) Carolina Hurricanes – (M2) New York Rangers
Im zweiten Aufeinandertreffen beider Mannschaften nach 2020 gewannen die New York Rangers mit 4:3 gegen die Carolina Hurricanes. Nachdem bereits beim 4:3-Erfolg der Hurricanes in der Runde zuvor nur Heimsiege eingefahren wurden, zeichnete sich dies gegen die Rangers ebenfalls ab, ehe New York im entscheidenden siebten Spiel den ersten Auswärtssieg der Serie verzeichnete. Carolina wurde dabei zum ersten Team der Playoff-Historie, das die ersten sechs Auswärtsspiele allesamt verlor. Offensiv überzeugten für die Rangers vor allem Mika Zibanejad und Verteidiger Adam Fox mit jeweils acht Scorerpunkten, während auf Seiten der Hurricanes Sebastian Aho mit sechs Punkten bester Scorer wurde. Carolina musste derweil nach wie vor auf den verletzten Stammtorhüter Frederik Andersen verzichten, wobei dessen Ersatz Antti Raanta mit einer Fangquote von 91,7 % sowie einem Shutout zwar ansprechende Leistungen zeigte, jedoch von seinem Gegenüber Igor Schestjorkin (94,9 %) deutlich übertroffen wurde.
| 18. Mai 2022 19.00 Uhr (Ortszeit) | Carolina Hurricanes Sebastian Aho (57:37) Ian Cole (63:12) | 2:1 n. V. (0:1, 0:0, 1:0, 1:0) Spielbericht Stand: 1:0 | New York Rangers Filip Chytil (7:07) | PNC Arena, Raleigh, North Carolina Zuschauer: 18.705 |

| 20. Mai 2022 20.00 Uhr | Carolina Hurricanes Brendan Smith (35:54) Sebastian Aho (59:58) | 2:0 (0:0, 1:0, 1:0) Spielbericht Stand: 2:0 | New York Rangers | PNC Arena, Raleigh, North Carolina Zuschauer: 19.332 |

| 22. Mai 2022 15.30 Uhr | New York Rangers Mika Zibanejad (11:54) Chris Kreider (25:55) Tyler Motte (58:37) | 3:1 (1:0, 1:1, 1:0) Spielbericht Stand: 1:2 | Carolina Hurricanes Nino Niederreiter (28:18) | Madison Square Garden, New York City, New York Zuschauer: 18.006 |

| 24. Mai 2022 19.00 Uhr | New York Rangers Frank Vatrano (13:31) Adam Fox (15:42) Mika Zibanejad (36:48) Andrew Copp (51:10) | 4:1 (2:0, 1:0, 1:1) Spielbericht Stand: 2:2 | Carolina Hurricanes Teuvo Teräväinen (46:33) | Madison Square Garden, New York City, New York Zuschauer: 18.006 |

| 26. Mai 2022 19.00 Uhr | Carolina Hurricanes Vincent Trocheck (12:57) Teuvo Teräväinen (29:47) Andrei Swetschnikow (53:01) | 3:2 (1:1, 1:0, 1:0) Spielbericht Stand: 3:2 | New York Rangers Mika Zibanejad (17:06) | PNC Arena, Raleigh, North Carolina Zuschauer: 18.786 |

| 28. Mai 2022 20.00 Uhr | New York Rangers Tyler Motte (7:22) Mika Zibanejad (9:51) Filip Chytil (23:24) Filip Chytil (26:47) Artemi Panarin (47:43) | 5:2 (2:0, 2:2, 1:0) Spielbericht Stand: 3:3 | Carolina Hurricanes Brady Skjei (25:05) Vincent Trocheck (32:47) | Madison Square Garden, New York City, New York Zuschauer: 18.006 |

| 30. Mai 2022 20.00 Uhr | Carolina Hurricanes Vincent Trocheck (48:11) Max Domi (56:13) | 2:6 (0:2, 0:1, 2:3) Spielbericht Stand: 3:4 | New York Rangers Adam Fox (3:40) Chris Kreider (8:00) Ryan Strome (36:19) Chris Kreider (43:59) Filip Chytil (48:51) Andrew Copp (57:08) | PNC Arena, Raleigh, North Carolina Zuschauer: 18.922 |

### Western Conference

#### (C1) Colorado Avalanche – (C3) St. Louis Blues
Zum insgesamt dritten Mal in den Playoffs sowie zum zweiten Mal in Folge standen sich die Colorado Avalanche und die St. Louis Blues gegenüber, wobei sich die Avalanche nach einem 4:0-Erfolg im Vorjahr erneut mit 4:2 durchsetzte. In einer vergleichsweise ausgeglichenen Serie (22:18 Tore für Colorado) führten Nazem Kadri und Nathan MacKinnon der Avalanche sowie Pawel Butschnewitsch der Blues die Scorerliste mit jeweils 7 Punkten an. Kadri sorgte zudem in der dritten Partie durch eine Kollision mit St. Louis’ Torhüter Jordan Binnington (95,2 % Fangquote) für Aufsehen, der daraufhin durch Ville Husso (87,9 %) ersetzt werden musste und in der Serie nicht mehr zum Einsatz kam. Darcy Kuemper im Tor der Avalanche zeigte derweil mit 89,2 % gehaltener Schüsse ebenfalls eher unterdurchschnittliche Leistungen. Auffällig war darüber hinaus, dass 5 der 6 Partien vom jeweils Auswärtsteam gewonnen wurden.
| 17. Mai 2022 19.30 Uhr (Ortszeit) | Colorado Avalanche Waleri Nitschuschkin (23:14) Samuel Girard (31:32) Josh Manson (68:02) | 3:2 n. V. (0:1, 2:0, 0:1, 1:0) Spielbericht Stand: 1:0 | St. Louis Blues Ryan O’Reilly (6:25) Jordan Kyrou (56:46) | Ball Arena, Denver, Colorado Zuschauer: 18.105 |

| 19. Mai 2022 19.30 Uhr | Colorado Avalanche Gabriel Landeskog (41:49) | 1:4 (0:0, 0:2, 1:2) Spielbericht Stand: 1:1 | St. Louis Blues Jordan Kyrou (25:45) David Perron (39:26) David Perron (50:31) Brandon Saad (58:10) | Ball Arena, Denver, Colorado Zuschauer: 18.117 |

| 21. Mai 2022 19.00 Uhr | St. Louis Blues Colton Parayko (3:55) Ryan O’Reilly (39:30) | 2:5 (1:1, 1:2, 0:2) Spielbericht Stand: 1:2 | Colorado Avalanche Logan O’Connor (10:57) Nazem Kadri (33:38) Artturi Lehkonen (37:15) Gabriel Landeskog (57:52) Artturi Lehkonen (59:02) | Enterprise Center, St. Louis, Missouri Zuschauer: 18.096 |

| 23. Mai 2022 20.30 Uhr | St. Louis Blues David Perron (5:07) David Perron (37:02) Pawel Butschnewitsch (39:27) | 3:6 (1:0, 2:4, 0:2) Spielbericht Stand: 1:3 | Colorado Avalanche Erik Johnson (22:44) Nazem Kadri (24:07) Devon Toews (24:26) Nazem Kadri (27:37) Nazem Kadri (49:38) Mikko Rantanen (59:58) | Enterprise Center, St. Louis, Missouri Zuschauer: 18.096 |

| 25. Mai 2022 18.00 Uhr | Colorado Avalanche Nathan MacKinnon (3:51) Nathan MacKinnon (18:23) Gabriel Landeskog (24:02) Nathan MacKinnon (57:14) | 4:5 n. V. (2:0, 1:1, 1:3, 0:1) Spielbericht Stand: 3:2 | St. Louis Blues Wladimir Tarassenko (34:42) Robert Thomas (49:57) Jordan Kyrou (55:14) Robert Thomas (59:04) Tyler Bozak (63:38) | Ball Arena, Denver, Colorado Zuschauer: 18.117 |

| 27. Mai 2022 19.00 Uhr | St. Louis Blues Justin Faulk (19:00) Jordan Kyrou (29:34) | 2:3 (1:0, 1:1, 0:2) Spielbericht Stand: 2:4 | Colorado Avalanche J. T. Compher (25:19) J. T. Compher (50:18) Darren Helm (59:54) | Enterprise Center, St. Louis, Missouri Zuschauer: 18.096 |

#### (P1) Calgary Flames – (P2) Edmonton Oilers
Zwischen den Calgary Flames und den Edmonton Oilers kam es zum ersten „Battle of Alberta“ seit 1991 sowie zum insgesamt sechsten Aufeinandertreffen beider Teams in den Playoffs, in dem sich die Oilers in einer offensiv geprägten Serie mit 4:1 durchsetzten. Bereits im ersten Spiel fielen 15 Treffer, so viele wie seit den Playoffs 1993 (Los Angeles – Calgary, ebenfalls 9:6) nicht mehr. Gleich zwei NHL-Rekorde stellte derweil Leon Draisaitl auf, der 17 Scorerpunkte erzielte, so viele in einer aus fünf Partien bestehenden Serie wie kein anderer Spieler der Playoff-Historie. Ferner gelangen ihm in der dritten Partie vier Torvorlagen in einem Spieldrittel, was ebenfalls einen Bestwert darstellte. Im letztlich entscheidenden fünften Spiel fielen zudem vier Tore in einem Zeitraum von einer Minute und 11 Sekunden, was ebenfalls einen neuen Rekord darstellte. Offensiv überzeugten für Edmonton neben Draisaitl abermals Connor McDavid (12 Punkte) und Zach Hyman mit 6 bzw. Evander Kane mit 5 Toren. Bester Scorer der Flames wurde Johnny Gaudreau (6), während keiner seiner Mitspieler mehr als 5 Punkte erzielte. Im Tor der Flames konnte Jacob Markström nur 85,2 % aller Schüsse parieren und somit deutlich nicht an seine vorherigen Leistungen anknüpfen. Die Oilers setzten erneut durchgehend auf Mike Smith (90,7 %) als Starter, der nur in der ersten Partie von Mikko Koskinen ersetzt wurde.
| 18. Mai 2022 19.30 Uhr (Ortszeit) | Calgary Flames Elias Lindholm (0:26) Andrew Mangiapane (0:51) Brett Ritchie (6:05) Blake Coleman (20:45) Blake Coleman (26:10) Matthew Tkachuk (28:24) Rasmus Andersson (42:57) Matthew Tkachuk (48:55) Matthew Tkachuk (57:49) | 9:6 (3:1, 3:4, 3:1) Spielbericht Stand: 1:0 | Edmonton Oilers Connor McDavid (7:41) Evan Bouchard (27:10) Zach Hyman (29:38) Zach Hyman (34:06) Leon Draisaitl (39:21) Kailer Yamamoto (41:28) | Scotiabank Saddledome, Calgary, Alberta Zuschauer: 19.289 |

| 20. Mai 2022 20.30 Uhr | Calgary Flames Michael Stone (3:02) Brett Ritchie (6:02) Tyler Toffoli (22:04) | 3:5 (2:1, 1:2, 0:2) Spielbericht Stand: 1:1 | Edmonton Oilers Duncan Keith (13:38) Connor McDavid (23:05) Evan Bouchard (35:03) Zach Hyman (50:14) Leon Draisaitl (52:36) | Scotiabank Saddledome, Calgary, Alberta Zuschauer: 19.289 |

| 22. Mai 2022 18.00 Uhr | Edmonton Oilers Zach Hyman (20:52) Evander Kane (26:58) Evander Kane (27:51) Evander Kane (32:58) | 4:1 (0:0, 4:0, 0:1) Spielbericht Stand: 2:1 | Calgary Flames Oliver Kylington (55:09) | Rogers Place, Edmonton, Alberta Zuschauer: 18.347 |

| 24. Mai 2022 19.30 Uhr | Edmonton Oilers Ryan Nugent-Hopkins (0:21) Zach Hyman (9:53) Evander Kane (18:54) Ryan Nugent-Hopkins (56:33) Evander Kane (59:35) | 5:3 (3:0, 0:2, 2:1) Spielbericht Stand: 3:1 | Calgary Flames Elias Lindholm (29:04) Mikael Backlund (29:40) Rasmus Andersson (50:56) | Rogers Place, Edmonton, Alberta Zuschauer: 18.347 |

| 26. Mai 2022 19.30 Uhr | Calgary Flames Andrew Mangiapane (10:13) Mikael Backlund (25:41) Johnny Gaudreau (35:12) Calle Järnkrok (35:28) | 4:5 n. V. (1:0, 3:4, 0:0, 0:1) Spielbericht Stand: 1:4 | Edmonton Oilers Darnell Nurse (27:40) Jesse Puljujärvi (29:56) Zach Hyman (34:57) Evan Bouchard (36:08) Connor McDavid (65:03) | Scotiabank Saddledome, Calgary, Alberta Zuschauer: 19.289 |

## Conference-Finale

### Eastern Conference

#### (M2) New York Rangers – (A3) Tampa Bay Lightning
Im Endspiel der Eastern Conference gewannen die Tampa Bay Lightning mit 4:2 gegen die New York Rangers und somit ihre dritte Prince of Wales Trophy in Serie. Beide Mannschaften trafen dabei zum zweiten Mal nach 2015 in den Playoffs aufeinander, als sich Tampa in der gleichen Runde durch ein 4:3 ebenfalls den Einzug ins Stanley-Cup-Finale gesichert hatte. Für die Rangers war es die siebte Teilnahme an einem Conference-Finale bzw. Halbfinale (seit der Einführung des Formats mit 16 Teams), für die Lightning die bereits achte. Die Rangers verspielten eine 2:0-Führung in der Serie, die statistisch in etwa sieben von acht Fällen eigentlich zu einem Weiterkommen führt, während sich die Begegnung mit 16:14 Toren für Tampa vergleichsweise ausgeglichen darstellte. Dies lag unter anderem an New Yorks Torhüter Igor Schestjorkin, der wie in den Runden zuvor mit einer Fangquote von 93,3 % herausragende Leistungen zeigte und seinen Landsmann Andrei Wassilewski (91,9 %) auf Seiten der Lightning deutlich übertraf. Offensiv überzeugten derweil Ondřej Palát und Nikita Kutscherow für Tampa mit jeweils acht Scorerpunkten, während kein Akteur der Rangers auf mehr als fünf Punkte kam. Darüber hinaus stellte dies die elfte in Folge gewonnene Playoff-Serie für Tampa dar, was zuvor nur den Canadiens de Montréal (1976–1980) und den New York Islanders (1980–1984) gelungen war, eine zwölfte sollte es anschließend durch die Finalniederlage gegen Colorado nicht werden.
| 1. Juni 2022 20.00 Uhr (Ortszeit) | New York Rangers Chris Kreider (1:11) Frank Vatrano (27:50) Filip Chytil (30:09) Filip Chytil (35:43) Artemi Panarin (40:30) Mika Zibanejad (46:06) | 6:2 (1:1, 3:1, 2:0) Spielbericht Stand: 1:0 | Tampa Bay Lightning Steven Stamkos (7:18) Ondřej Palát (28:32) | Madison Square Garden, New York City, New York Zuschauer: 18.006 |

| 3. Juni 2022 19.00 Uhr | New York Rangers K’Andre Miller (5:59) Kaapo Kakko (17:32) Mika Zibanejad (41:21) | 3:2 (2:1, 0:0, 1:1) Spielbericht Stand: 2:0 | Tampa Bay Lightning Nikita Kutscherow (2:41) Nick Paul (57:58) | Madison Square Garden, New York City, New York Zuschauer: 18.006 |

| 5. Juni 2022 15.00 Uhr | Tampa Bay Lightning Nikita Kutscherow (30:50) Steven Stamkos (41:22) Ondřej Palát (59:18) | 3:2 (0:0, 1:2, 2:0) Spielbericht Stand: 1:2 | New York Rangers Mika Zibanejad (27:37) Chris Kreider (29:44) | Amalie Arena, Tampa, Florida Zuschauer: 19.092 |

| 7. Juni 2022 20.00 Uhr | Tampa Bay Lightning Patrick Maroon (2:38) Nikita Kutscherow (33:07) Steven Stamkos (44:56) Ondřej Palát (59:51) | 4:1 (1:0, 1:0, 2:1) Spielbericht Stand: 2:2 | New York Rangers Artemi Panarin (56:27) | Amalie Arena, Tampa, Florida Zuschauer: 19.092 |

| 9. Juni 2022 20.00 Uhr | New York Rangers Ryan Lindgren (30:29) | 1:3 (0:0, 1:1, 0:2) Spielbericht Stand: 2:3 | Tampa Bay Lightning Michail Sergatschow (37:34) Ondřej Palát (58:10) Brandon Hagel (59:01) | Madison Square Garden, New York City, New York Zuschauer: 18.006 |

| 11. Juni 2022 20.00 Uhr | Tampa Bay Lightning Steven Stamkos (30:43) Steven Stamkos (53:28) | 2:1 (0:0, 1:0, 1:1) Spielbericht Stand: 4:2 | New York Rangers Frank Vatrano (53:07) | Amalie Arena, Tampa, Florida Zuschauer: 19.092 |

### Western Conference

#### (C1) Colorado Avalanche – (P2) Edmonton Oilers
Im Endspiel der Western Conference setzte sich die Colorado Avalanche mit einem 4:0-Sweep klar gegen die Edmonton Oilers durch und gewann somit ihre dritte Clarence S. Campbell Bowl. Dies war die dritte Begegnung beider Teams in den Playoffs, wobei man sich zuletzt 1998 gegenüberstand. Für Edmonton war es zudem die erste Teilnahme am Conference-Finale seit 2006, für die Avalanche seit 2002. In einer abermals offensiv geprägten Serie mit durchschnittlich 8,75 Toren pro Spiel wurde Colorados Verteidiger Cale Makar mit neun Scorerpunkten erneut zum Topscorer der Serie, während Mikko Rantanen vier Tore erzielte. Auf Seiten der Oilers waren derweil erneut Connor McDavid (7) und Leon Draisaitl (6) die Leistungsträger. Im Tor musste die Avalanche bereits nach einer knappen halben Stunde der ersten Partie verletzungsbedingt auf Stammtorhüter Darcy Kuemper verzichten, der anschließend von Pavel Francouz (90,8 % Fangquote; 1 Shutout) vertreten wurde. Für Edmonton startete derweil viermal Mike Smith (87,2 %), der nur während des torreichen ersten Spiels durch Mikko Koskinen ersetzt wurde.
| 31. Mai 2022 18.00 Uhr (Ortszeit) | Colorado Avalanche J. T. Compher (5:40) Nathan MacKinnon (15:10) Cale Makar (19:46) Nazem Kadri (20:32) Mikko Rantanen (24:38) J. T. Compher (26:20) Andrew Cogliano (36:20) Gabriel Landeskog (59:38) | 8:6 (3:2, 4:2, 1:2) Spielbericht Stand: 1:0 | Edmonton Oilers Evander Kane (5:04) Zach Hyman (19:37) Ryan McLeod (22:59) Connor McDavid (36:51) Derek Ryan (43:28) Ryan Nugent-Hopkins (52:36) | Ball Arena, Denver, Colorado Zuschauer: 18.044 |

| 2. Juni 2022 18.00 Uhr | Colorado Avalanche Artturi Lehkonen (23:58) Josh Manson (24:13) Gabriel Landeskog (26:02) Nathan MacKinnon (55:20) | 4:0 (0:0, 3:0, 1:0) Spielbericht Stand: 2:0 | Edmonton Oilers | Ball Arena, Denver, Colorado Zuschauer: 18.107 |

| 4. Juni 2022 18.00 Uhr | Edmonton Oilers Connor McDavid (0:38) Ryan McLeod (47:34) | 2:4 (1:1, 0:1, 1:2) Spielbericht Stand: 0:3 | Colorado Avalanche Waleri Nitschuschkin (16:12) Waleri Nitschuschkin (24:37) J. T. Compher (52:42) Mikko Rantanen (59:30) | Rogers Place, Edmonton, Alberta Zuschauer: 18.347 |

| 6. Juni 2022 18.00 Uhr | Edmonton Oilers Zach Hyman (27:39) Ryan Nugent-Hopkins (36:57) Connor McDavid (38:54) Zach Hyman (43:55) Zack Kassian (56:38) | 5:6 n. V. (0:1, 3:0, 2:4, 0:1) Spielbericht Stand: 0:4 | Colorado Avalanche Cale Makar (3:46) Devon Toews (40:31) Gabriel Landeskog (48:58) Nathan MacKinnon (53:30) Mikko Rantanen (54:47) Artturi Lehkonen (61:19) | Rogers Place, Edmonton, Alberta Zuschauer: 18.347 |

## Stanley-Cup-Finale

### (C1) Colorado Avalanche – (A3) Tampa Bay Lightning
Im Endspiel der Playoffs 2022 setzte sich die Colorado Avalanche mit 4:2 gegen die Tampa Bay Lightning durch und gewann somit ihren dritten Stanley Cup nach 1996 und 2001. Zugleich war es die dritte Finalteilnahme für die Avalanche, die somit als einziges NHL-Franchise ohne Finalniederlage bleibt. Tampa hingegen spielte das dritte Endspiel in Folge, wovon sie die beiden vorherigen gewannen, sowie das fünfte insgesamt. Somit gelang es seit den Edmonton Oilers (1983–1985) erstmals wieder einer Mannschaft, dreimal in Folge die Finalserie zu erreichen. Drei Stanley-Cup-Siege hintereinander (bzw. sogar derer vier) schafften derweil zuletzt die New York Islanders zwischen 1980 und 1983, was den Lightning letztlich verwehrt blieb.
Beide Teams standen sich zum ersten Mal in den Playoffs gegenüber. Für Colorado traten offensiv unter anderem Mikko Rantanen mit acht (und als Topscorer der Serie) sowie Cale Makar mit sieben Punkten in Erscheinung, während auf Seiten der Lightning kein Spieler mehr als fünf Scorerpunkte verzeichnete (Ondřej Palát und Victor Hedman mit je 5). Im Tor begegneten sich Andrei Wassilewski (90,5 % Fangquote) für Tampa und Darcy Kuemper (90,8 %) für die Avalanche in etwa auf Augenhöhe, wobei es vor allem dem Russen nicht gelang, an die Leistungen der letzten Runde bzw. auch der letzten Jahre anzuknüpfen. Tampa musste derweil weiterhin auf den verletzten Brayden Point verzichten.
Die Conn Smythe Trophy als MVP der Playoffs erhielt Cale Makar, der zuvor bereits mit der James Norris Memorial Trophy geehrt wurde. Die Kombination aus Stanley Cup, Smythe und Norris Trophy in einer Saison gelang zuvor nur Bobby Orr und Nicklas Lidström. Colorados Trainer Jared Bednar wurde zum ersten Headcoach, der in dieser Funktion Stanley Cup, Calder Cup und Kelly Cup als Meisterschaften von NHL, AHL und ECHL gewinnen konnte. Darüber hinaus wurde Corey Perry zum erst zweiten Spieler nach Marián Hossa, der das Finale dreimal in Folge mit drei unterschiedlichen Teams erreichte, und letztlich zum ersten Akteur, der dabei dreimal unterlegen war. Die Scorerliste führte auch nach dem Endspiel Connor McDavid an, was als Spieler, der nicht am Endspiel teilnahm, zuletzt Peter Forsberg in Diensten Colorados im Jahre 2002 gelungen war.
| 15. Juni 2022 18.00 Uhr (Ortszeit) | Colorado Avalanche Gabriel Landeskog (7:47) Waleri Nitschuschkin (9:23) Artturi Lehkonen (17:31) André Burakovsky (61:23) | 4:3 n. V. (3:1, 0:2, 0:0, 1:0) Spielbericht Stand: 1:0 | Tampa Bay Lightning Nick Paul (12:26) Ondřej Palát (32:51) Michail Sergatschow (33:39) | Ball Arena, Denver, Colorado Zuschauer: 17.778 |

| 18. Juni 2022 18.00 Uhr | Colorado Avalanche Waleri Nitschuschkin (2:54) Josh Manson (7:55) André Burakovsky (13:52) Waleri Nitschuschkin (24:51) Darren Helm (36:26) Cale Makar (42:04) Cale Makar (49:49) | 7:0 (3:0, 2:0, 2:0) Spielbericht Stand: 2:0 | Tampa Bay Lightning | Ball Arena, Denver, Colorado Zuschauer: 17.849 |

| 20. Juni 2022 20.00 Uhr | Tampa Bay Lightning Anthony Cirelli (13:03) Ondřej Palát (14:54) Nick Paul (21:26) Steven Stamkos (27:52) Patrick Maroon (31:15) Corey Perry (34:58) | 6:2 (2:1, 4:1, 0:0) Spielbericht Stand: 1:2 | Colorado Avalanche Gabriel Landeskog (8:19) Gabriel Landeskog (24:43) | Amalie Arena, Tampa, Florida Zuschauer: 19.092 |

| 22. Juni 2022 20.00 Uhr | Tampa Bay Lightning Anthony Cirelli (0:36) Victor Hedman (30:42) | 2:3 n. V. (1:0, 1:1, 0:1, 0:1) Spielbericht Stand: 1:3 | Colorado Avalanche Nathan MacKinnon (25:17) Andrew Cogliano (42:53) Nazem Kadri (72:02) | Amalie Arena, Tampa, Florida Zuschauer: 19.092 |

| 24. Juni 2022 20.00 Uhr | Colorado Avalanche Waleri Nitschuschkin (25:07) Cale Makar (42:31) | 2:3 (0:1, 1:1, 1:1) Spielbericht Stand: 3:2 | Tampa Bay Lightning Jan Rutta (15:23) Nikita Kutscherow (28:10) Ondřej Palát (53:38) | Ball Arena, Denver, Colorado Zuschauer: 18.015 |

| 26. Juni 2022 20.00 Uhr | Tampa Bay Lightning Steven Stamkos (3:48) | 1:2 (1:0, 0:2, 0:0) Spielbericht Stand: 2:4 | Colorado Avalanche Nathan MacKinnon (21:54) Artturi Lehkonen (32:28) | Amalie Arena, Tampa, Florida Zuschauer: 19.092 |

### Stanley-Cup-Sieger
Die unten genannten 25 Spieler waren durch einen Einsatz im Stanley-Cup-Finale oder dadurch, dass sie mehr als die Hälfte der Spiele der regulären Saison absolviert haben, automatisch für die Gravur auf der Trophäe qualifiziert. Ryan Murray erreichte verletzungsbedingt knapp nicht die notwendige Anzahl von Partien der Hauptrunde, wurde allerdings dennoch berücksichtigt. Abgesehen von Darren Helm (2008) und André Burakovsky (2018) gewannen dabei alle Akteure ihren ersten Stanley Cup.
| Stanley-Cup-Sieger Colorado Avalanche | Torhüter: Pavel Francouz, Darcy Kuemper Verteidiger: Bowen Byram, Samuel Girard, Erik Johnson, Jack Johnson, Kurtis MacDermid, Cale Makar, Josh Manson, Ryan Murray, Devon Toews Angreifer: Nicolas Aubé-Kubel, André Burakovsky, Andrew Cogliano, J. T. Compher, Darren Helm, Nazem Kadri, Gabriel Landeskog (C), Artturi Lehkonen, Nathan MacKinnon, Alex Newhook, Waleri Nitschuschkin, Logan O’Connor, Mikko Rantanen, Nico Sturm Cheftrainer: Jared Bednar General Manager: Joe Sakic |

## Beste Scorer
Abkürzungen: Sp = Spiele, T = Tore, V = Vorlagen, Pkt = Punkte, +/− = Plus/Minus, SM = Strafminuten; Fett: Bestwert
| Spieler           | Team                | Sp | T  | V  | Pkt | +/− | SM |
| ----------------- | ------------------- | -- | -- | -- | --- | --- | -- |
| Connor McDavid    | Edmonton Oilers     | 16 | 10 | 23 | 33  | +15 | 10 |
| Leon Draisaitl    | Edmonton Oilers     | 16 | 7  | 25 | 32  | +4  | 6  |
| Cale Makar        | Colorado Avalanche  | 20 | 8  | 21 | 29  | +7  | 10 |
| Nikita Kutscherow | Tampa Bay Lightning | 23 | 8  | 19 | 27  | +7  | 14 |
| Mikko Rantanen    | Colorado Avalanche  | 20 | 5  | 20 | 25  | +3  | 4  |
| Nathan MacKinnon  | Colorado Avalanche  | 20 | 13 | 11 | 24  | +11 | 8  |
| Mika Zibanejad    | New York Rangers    | 20 | 10 | 14 | 24  | ±0  | 4  |
| Adam Fox          | New York Rangers    | 20 | 5  | 18 | 23  | ±0  | 2  |
| Gabriel Landeskog | Colorado Avalanche  | 20 | 11 | 11 | 22  | +15 | 6  |
| Ondřej Palát      | Tampa Bay Lightning | 23 | 11 | 10 | 21  | +10 | 10 |

Evander Kane von den Edmonton Oilers erzielte ebenfalls 13 Treffer. Bowen Byram erreichte ebenfalls eine Plus/Minus-Statistik von +15.

## Beste Torhüter
Die kombinierte Tabelle zeigt die jeweils drei besten Torhüter in den Kategorien Gegentorschnitt und Fangquote sowie die jeweils Führenden in den Kategorien Shutouts und Siege.
Abkürzungen: Sp = Spiele, Min = Eiszeit (in Minuten), S = Siege, N = Niederlagen, OTN = Overtime-Niederlagen, GT = Gegentore, SO = Shutouts, Sv% = gehaltene Schüsse (in %), GTS = Gegentorschnitt; Fett: Saisonbestwert; Erfasst werden nur Torhüter mit mehr als 240 absolvierten Spielminuten. Sortiert nach bestem Gegentorschnitt.
| Spieler            | Team                | Sp | Min     | S  | N | GT | SO | Sv%  | GTS  |
| ------------------ | ------------------- | -- | ------- | -- | - | -- | -- | ---- | ---- |
| Jordan Binnington  | St. Louis Blues     | 6  | 314:47  | 4  | 1 | 9  | 0  | 94,9 | 1,72 |
| Jake Oettinger     | Dallas Stars        | 7  | 429:49  | 3  | 4 | 13 | 1  | 95,4 | 1,81 |
| Antti Raanta       | Carolina Hurricanes | 13 | 663:25  | 6  | 5 | 25 | 1  | 92,2 | 2,26 |
| Andrei Wassilewski | Tampa Bay Lightning | 23 | 1402:42 | 14 | 9 | 59 | 1  | 92,2 | 2,52 |
| Igor Schestjorkin  | New York Rangers    | 20 | 1181:34 | 10 | 9 | 51 | 0  | 92,9 | 2,59 |
| Mike Smith         | Edmonton Oilers     | 16 | 872:15  | 8  | 6 | 49 | 2  | 91,3 | 3,37 |